# Radoslav Kvapil
Radoslav Kvapil (* 15. März 1934 in Brünn) ist ein tschechischer Pianist und Komponist.
Er zählt zu den führenden Interpreten tschechischer Klaviermusik. Nach 2000 ist er auch als Chopin-Interpret in Erscheinung getreten.

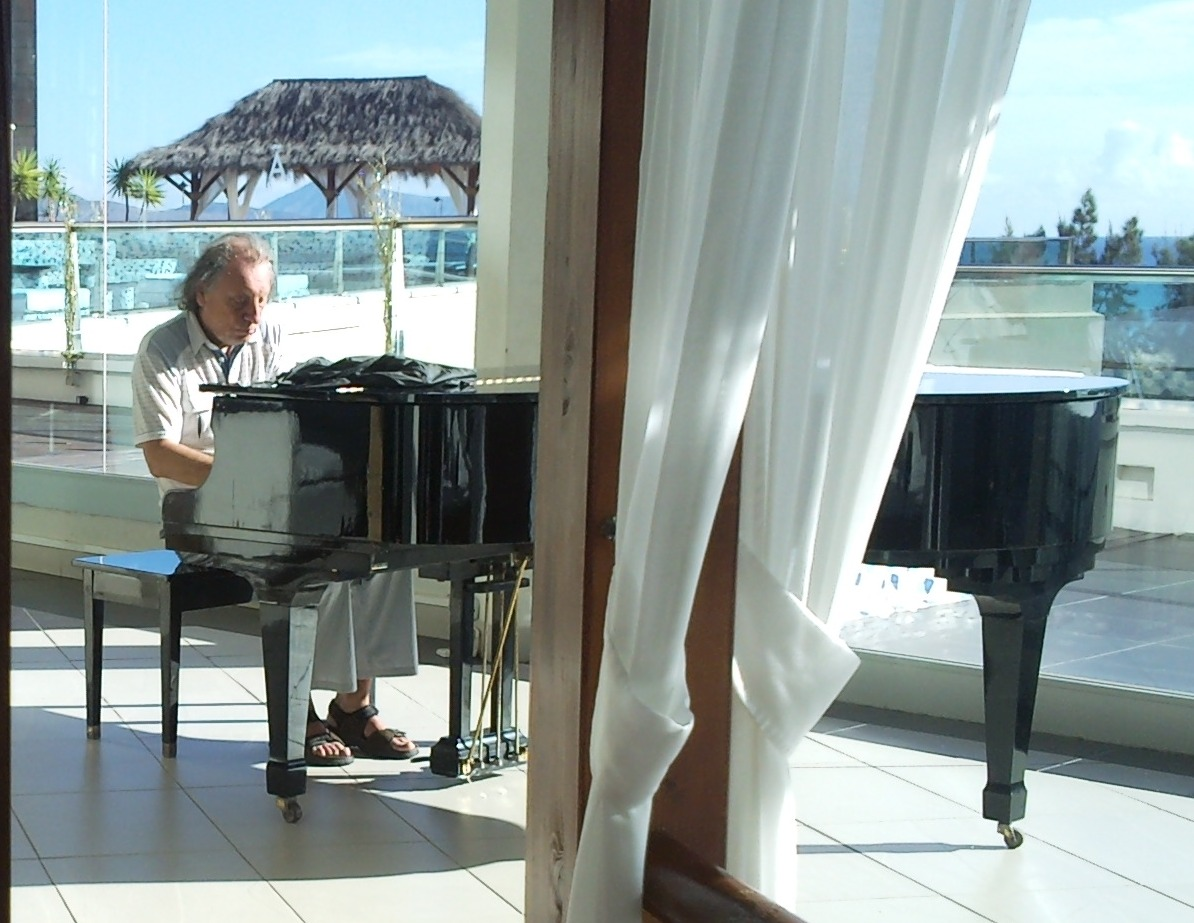
Kvapil am 31. Dezember 2010

Kvapil wurde seit dem Alter von sechs Jahren von Ludvík Kundera im Klavierspiel unterrichtet. Er hat in etwa 50 Ländern Europas, Nordamerikas und Asiens konzertiert; zu seinen Auftrittsorten gehörten unter anderem die Royal Albert Hall in London, die Carnegie Recital Hall in New York und das Théâtre des Champs-Élysées in Paris. Von 1963 bis 1973 war er Professor an der Akademie der musischen Künste in Prag. Er ist Gründer des Südböhmischen Musikfestivals und der International Dvořák Society.
Zu Kvapils zahlreichen Schallplattenaufnahmen gehören Einspielungen sämtlicher Klavierwerke von Antonín Dvořák, Leoš Janáček und Jan Václav Voříšek.
2002 wurde Kvapil vom Französischen Kulturministerium zum Chevalier dans l’Ordre des Arts et des Lettres ernannt.

## Diskografie
- Antonín Dvořák, Unicorn-Kanchana, 1993
- Bedřich Smetana, Unicorn-Kanchana, 1993
- Bedřich Smetana, mit Talich Quartet, Arpège-Calliope (Harmonia Mundi), 1993
- Zdeněk Fibich, Unicorn-Kanchana, 1994
- Josef Suk, Unicorn, 1995
- Zdeněk Fibich, mit Suk Quartet, Panton, 1995
- Antonín Dvořák, Amat, 1998
- Jan Václav Voříšek, Regis Records, 2008